# Literaturfest Meißen

Logo des Literaturfests Meißen

Das Literaturfest Meißen ist das größte eintrittsfreie Open-Air-Lesefest in Deutschland. Jährlich am zweiten Juniwochenende findet es im sächsischen Meißen statt. Die Zuhörerzahlen bewegen sich im fünfstelligen Bereich, im Jahr 2021 wurden etwa 15.000 Besucher gezählt.

## Veranstaltungen
Das Literaturfest wird veranstaltet vom Meißener Kulturverein e.V. und stand seit der ersten Auflage 2009 unter der Schirmherrschaft von Dr. Thomas de Maizière.
Die Lesungen finden großteils in den Gassen und auf den Plätzen der historischen Altstadt von Meißen statt. Fast alle Mitwirkenden auf und hinter den Bühnen beim Literaturfest Meißen engagieren sich ehrenamtlich.
Namhafte Autoren und Autorinnen, die im Laufe der Jahre beim Literaturfest Meißen zu erleben waren, sind u. a. Iny Lorentz, Sabine Ebert, Tanja Kinkel, Titus Müller und Olaf Kraemer sowie Grimme-Preisträger Christian Jeltsch, Ingo Schulze, Christoph Hein, Frank Goldammer oder Alexander Osang.
Die 3–4 großen Lesebühnen in der Altstadt organisiert der Kulturverein direkt, zahlreiche kleinere Bühnen werden von Vereinen, Firmen, Institutionen und Privatleuten betrieben. So beteiligen sich u. a. die Bürgerstiftung, die Porzellanmanufaktur MEISSEN und die Gemeinde der Johanneskirche mit dezentralen Lesungen. Thematische Bühnen wie z. B. eine Kinderbühne oder die interkulturelle Bühne haben sich im Laufe der Jahre etabliert.
Engagierte Bürger, Autoren oder auch Kommunalpolitiker, etwa der Oberbürgermeister der Stadt Meißen, besuchen die Meißner Grundschulen und lesen für Grundschüler. Auch Poetry Slams und andere unkonventionelle Literaturformate hat es schon gegeben.
Die Finanzierung erfolgt über öffentliche Gelder (Kulturraum Meißen – Sächsische Schweiz – Osterzgebirge, Landkreis Meißen, Stadt Meißen) und private Sponsoren (Oppacher Mineralquellen, Privatbrauerei Schwerter Meißen GmbH, Verkehrsverbund Oberelbe, Sparkasse Meißen), die jedes Jahr neu eingeworben werden. Viele weitere Firmen und Institutionen fördern das Literaturfest finanziell und auch mit Sachmitteln.
Das Literaturfest wird in ehrenamtlicher Arbeit organisiert und unterliegt daher ständigen Veränderungen – Motto, Leseorte, Vorleser, Orga-Team und Inhalte ändern sich von Jahr zu Jahr. Aber was bleibt sind die vielen Menschen, denen vorgelesen wird, die neue Literatur entdecken, darüber ins Gespräch kommen und die somit zu einem wertvollen Stück Kulturgut ortsnah und kostenfrei in einer historischen Stadt – der Wiege Sachsens – beitragen.